# Ernest Shackleton
Sir Ernest Henry Shackleton (ur. 15 lutego 1874 w Kilkea w hrabstwie Kildare w Irlandii, zm. 5 stycznia 1922 w Grytviken na Georgii Południowej) – brytyjski marynarz, podróżnik i odkrywca, badacz Antarktydy. 
Uczestnik ekspedycji Discovery (1901–1904) pod kierownictwem Roberta F. Scotta, dowódca trzech wypraw antarktycznych – ekspedycji Nimrod (1907–1909), Imperialnej Wyprawy Transantarktycznej (1914–1916) i wyprawy Shackletona–Rowetta (1921–1922). 

## Życiorys
Ernest Henry Shackleton urodził się 15 lutego 1874 roku w Kilkea w hrabstwie Kildare w Irlandii . Był drugim dzieckiem (z sześciu ) Henry’ego Shackletona, farmera i jego żony Henrietty Letitii Sophii Gavan . Rodzina Shackletonów wywodziła się od Abrahama Shackletona (1696–1771) – kwakra, który przybył do Irlandii z Yorkshire na początku XVIII wieku .  
W 1880 roku ojciec rozpoczął studia medyczne w Kolegium Trójcy Świętej w Dublinie, dokąd przeniosła się cała rodzina . W 1884 roku Shackletonowie przeprowadzili się do Londynu . Ojciec rozpoczął praktykę lekarską, najpierw w Croydon a później w Sydenham . Młody Ernest uczył się najpierw w domu pod okiem guwernantki, a później w szkole przygotowawczej Fir Lodge . W 1887 roku rozpoczął naukę w Dulwich College . 
Po ukończeniu studiów Shackleton rozpoczął karierę w marynarce handlowej . W 1890 roku zaczął pracować dla linii żeglugowej White Star Line, pływając do Ameryki Południowej . Od 1894 roku pracował dla linii Shire Line . W 1896 roku uzyskał kwalifikacje pierwszego oficera, a w 1898 roku kapitana . Następnie przeniósł się do linii Union-Castle Line . Podczas II wojny burskiej jego statek przewoził wojska do Afryki Południowej . W 1900 roku wraz z Williamem McLean’em opublikował wspomnienia z tych operacji O.H.M.S. . W 1901 roku został mianowany porucznikiem Royal Naval Reserve  .

### Ekspedycja Discovery (1901–1904)

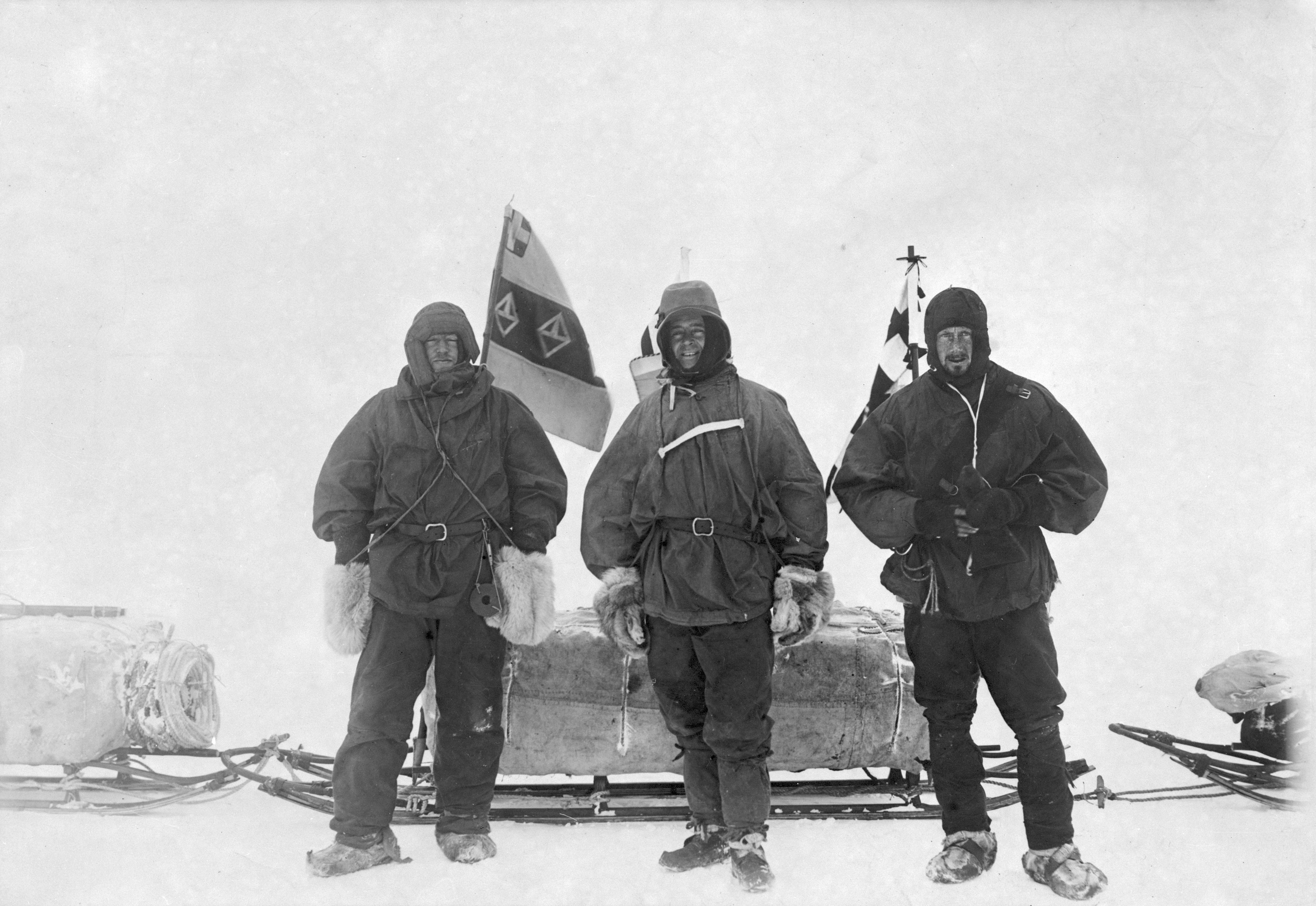
Od lewej: Ernest Shackleton, Robert Scott i Edward Wilson (2 listopada 1902)

Znużony służbą w marynarce handlowej, we wrześniu 1900 roku zgłosił się na ochotnika do udziału w brytyjskiej wyprawie na Antarktydę . Nawiązał kontakty m.in. z Llewellynem W. Longstaffem (1841–1918), który był jednym z głównych sponsorów wyprawy . W lutym 1901 roku został mianowany trzecim oficerem ekspedycji, której kierownictwo powierzono Robertowi F. Scottowi (1868–1912) . 
31 lipca 1901 roku wyruszył na pokładzie statku „Discovery” na Antarktydę . Podczas wyprawy był odpowiedzialny za badania wody morskiej i prowadził gazetę ekspedycji „South Polar Times” . W listopadzie 1902 roku towarzyszył Scottowi i Edwardowi Wilsonowi (1872–1912) w pierwszej wyprawie na saniach w głąb lądu – przez Lodowiec Szelfowy Rossa w kierunku bieguna południowego . Wyprawa osiągnęła wysokość 82°17′S – wówczas był to najdalej na południe wysunięty punkt, do którego dotarł człowiek . W drodze powrotnej cierpiał na szkorbut i w marcu 1903 roku został – wbrew swojej woli – odesłany do domu .  
Po powrocie do domu ożenił się z Emily Dorman (1868–1936), z którą miał trójkę dzieci: Raymonda, Cecily i Edwarda. Para zamieszkała w Edynburgu . W 1904 roku Shackleton objął funkcję sekretarza Royal Scottish Geographical Society . W 1906 roku bez powodzenia kandydował w wyborach parlamentarnych z ramienia Liberal Unionist Party . Następnie został osobistym asystentem Williama Beardmore’a (1856–1936), przemysłowca i założyciela William Beardmore and Company .

### Ekspedycja Nimrod (1907–1909)

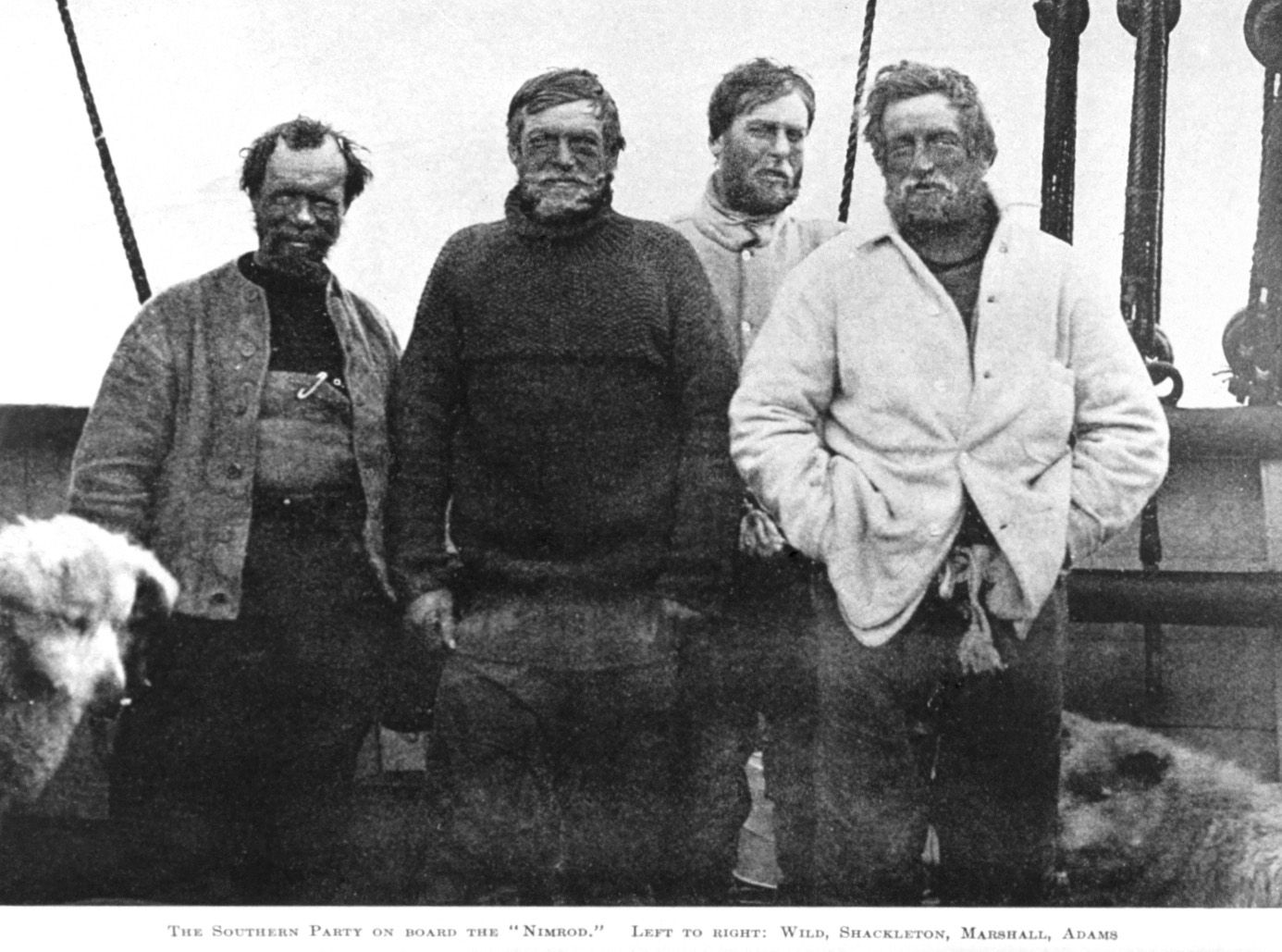
Od lewej: Frank Wild, Ernest Shackleton, Eric Marshall i Jameson Adams (1909)

W lutym 1907 roku Shackleton ogłosił plany ekspedycji antarktycznej, której celem miało być zdobycie bieguna południowego. Wyprawa miała również zbadać Barierę Rossa oraz Ziemię Edwarda VII . Po tym jak Shackleton dowiedział się o planach Scotta, zobowiązał się nie lądować w McMurdo Sound i nie korzystać z dawnej bazy ekspedycji Discovery. Znalezienie finansowania okazało się dość trudne i wyprawa ruszyła na statku „Nimrod” dopiero w sierpniu 1907 roku . Bazę założono – pomimo zobowiązania Shackletona – na przylądku Cape Royds w McMurdo Sound, nieopodal dawnej bazy Scotta. 10 marca 1908 roku zdobyto szczyt Mount Erebus . W styczniu 1909 roku grupa dowodzona przez Edgewortha Davida (1858–1934) dotarła do południowego bieguna magnetycznego . 
W październiku 1908 roku grupa dowodzona przez Shackletona w składzie Jameson Adams (1880–1962), Frank Wild (1873–1939) i Eric Marshall (1879–1963) wyruszyła z bazy w kierunku bieguna południowego . Przetrawersowali Barierę Rossa i odkryli przejście przez góry przez Lodowiec Beardmore’a na Płaskowyż Polarny . 9 stycznia 1909 roku grupa osiągnęła wysokość 88°38′S – wówczas był to najdalej na południe wysunięty punkt, do którego dotarł człowiek, ok. 156 km od bieguna południowego . Z uwagi na brak wystarczającego zaopatrzenia, wyprawa musiała zawrócić .  
Po powrocie do Wielkiej Brytanii Shackleton został okrzyknięty bohaterem narodowym . W 1909 roku otrzymał tytuł szlachecki, Królewski Order Wiktoriański oraz cały szereg medali w uznaniu zasług . Pomimo dodatkowych 20 tys. funtów przyznanych przez parlament na pokrycie kosztów wyprawy , pozostał z długami – nie wypłacił wynagrodzeń członkom wyprawy. Musiał również odpierać zarzuty Clementsa Markhama (1830–1916), który uważał, że współrzędne miejsca, do którego dotarła wyprawa zostały błędnie wyliczone przez Marshalla. W Londynie wydał relację z ekspedycji The heart of the Antarctic i odbył tournée z wykładami po Europie i Ameryce Północnej . Shackleton nagrał również relacje z wyprawy na fonografie Edisona .  

### Imperialna Wyprawa Transantarktyczna (1914–1916)

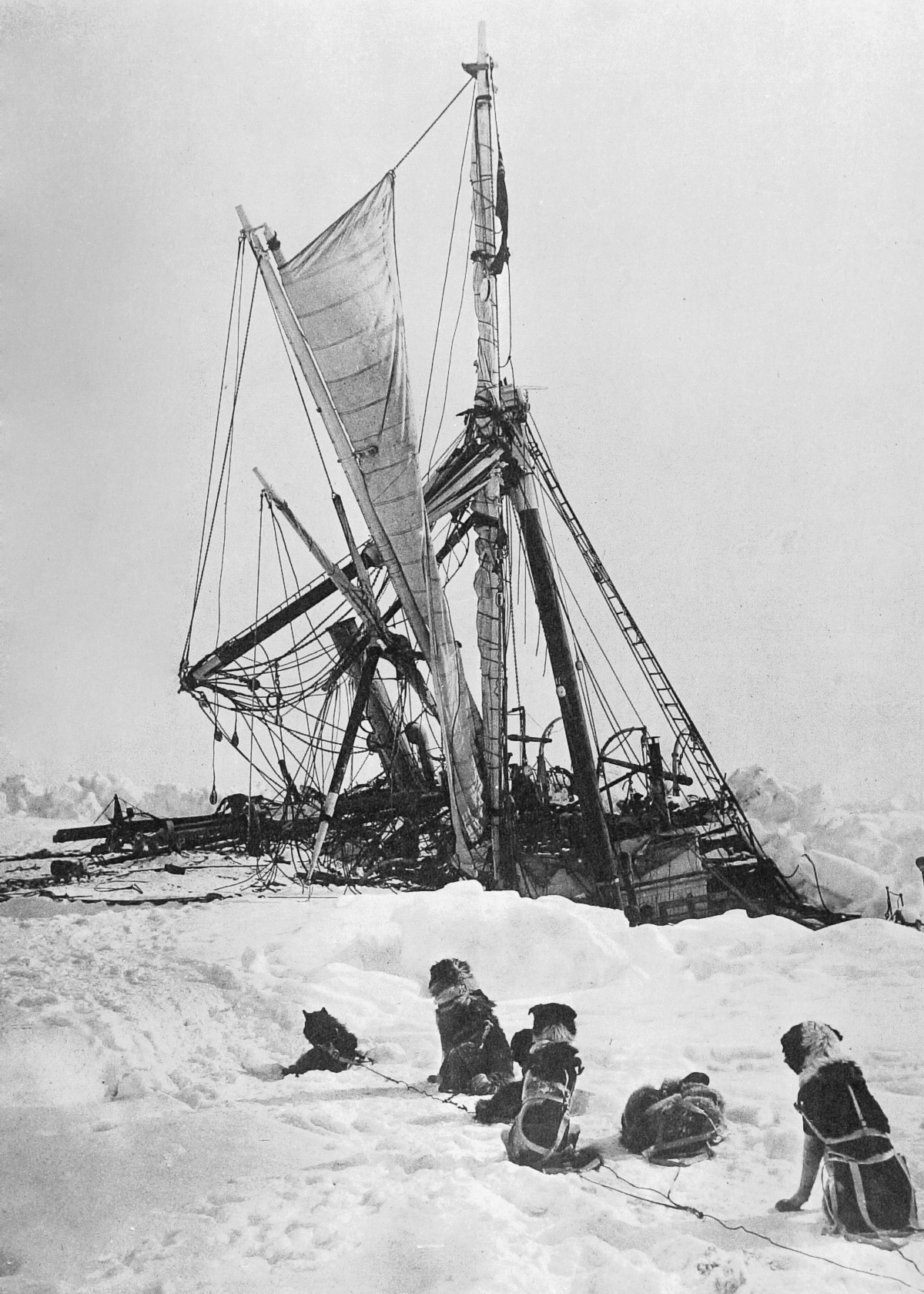
Tonący „Endurance” (1915)

Po zdobyciu bieguna południowego w 1911 roku przez Roalda Amundsena (1872–1928) i Roberta Falcona Scotta (1868–1912), kolejnym wyzwaniem dla polarników było przemierzenie kontynentu drogą lądową. 29 grudnia 1913 roku Shackleton ogłosił nową wyprawę celem przejścia Antarktydy. 
Jedna grupa pod kierownictwem Shackletona miała przejść od Morza Weddella przez biegun południowy do cieśniny McMurdo Sound na Morzu Rossa, a druga założyć bazę w McMurdo Sound, rozstawić składy zaopatrzenia dla Shackletona idącego od bieguna na północ, a następnie wyjść naprzeciw ekipie trawersującej kontynent i spotkać ją na Lodowcu Beardmore’a. 
Statek pierwszej grupy – „Endurance” – został uwięziony w paku lodowym na Morzu Weddella zanim zdołał dotrzeć do celu. Przez całą antarktyczną zimę 1915 roku dryfował na północ, aż został zmiażdżony i zatonął. Cała załoga zdołała się ewakuować i obozowała na lodzie, cały czas dryfując na północ. W końcu udało im się dopłynąć na dwóch szalupach uratowanych ze statku do wyspy Elephant Island. Shackleton wraz z pięcioma innymi uczestnikami wyprawy wybrał się jedną z szalup po pomoc do Georgii Południowej, pokonując 1300 km przez otwarte wody, a następnie przeprawiając pieszo przez góry Georgii Południowej, zanim dotarł do bazy wielorybników. Bezzwłocznie podjął próby dotarcia do 22 członków załogi pozostałych na Elephant Island, jednak dopiero czwarta próba się powiodła. 
Statek drugiej grupy – „Aurora” – został zepchnięty na szerokie wody, gdzie wkrótce utknął w paku lodowym, tracąc ster i dryfując przez zimę w lodzie Morza Rossa. Grupa dziesięciu uczestników wyprawy utknęła na zimę na przylądku Cape Evans; trzech z nich nie doczekało ratunku. Po ustąpieniu lodu „Aurorze” udało się dotrzeć do Nowej Zelandii. Po akcji ratunkowej na Elephant Island, Shackleton bezzwłocznie udał się na ratunek grupie na Morzu Rossa, zabierając ocalałych na pokładzie „Aurory” do Nowej Zelandii.
Wyprawa nie zdołała osiągnąć żadnego z postawionych jej celów, lecz brawurowe akcje ratunkowe Shackletona zapisały się w historii, a sam Shackleton jest stawiany za wzór lidera na szkoleniach dla managerów. 
Po powrocie do Wielkiej Brytanii odbył misję propagandową do Ameryki Południowej. Następnie w latach 1918–1919 służył w brytyjskich północno-rosyjskich siłach ekspedycyjnych (ang. British North Russian Expeditionary Force) . Doradzał w kwestiach wyposażenia i szkolenia sił brytyjskich w warunkach arktycznych. Do Murmańska, jako asystentów zabrał wybranych polarników: Franka Worsley’a, Josepha Stenhouse’a, Leonarda Hussey’a, Alexandra Macklina, Philipa Brocklehursta i Victora Campbella. Shackleton wyposażył żołnierzy w odpowiednie ubrania, m.in. w płócienne buty wyściełane filcem – tzw. buty Shackletona (ang. Shackleton boots), które jednak okazały się niezbyt praktyczne. Ze służby odszedł w lutym 1919 roku . W tym samym roku otrzymał Order Imperium Brytyjskiego . Za służbę w Rosji przyznano mu również Medal Wojenny Brytyjski 1914–1918.
W 1919 roku opublikował relacje z wyprawy transantarktycznej South . Następnie angażował się w szereg przedsięwzięć gospodarczych, które jednak zakończyły się fiaskiem . Jego plany wyprawy arktycznej nie zostały zrealizowane z uwagi na wycofanie poparcia przez rząd Kanady. 

### Wyprawa Shackletona–Rowetta (1921–1922)

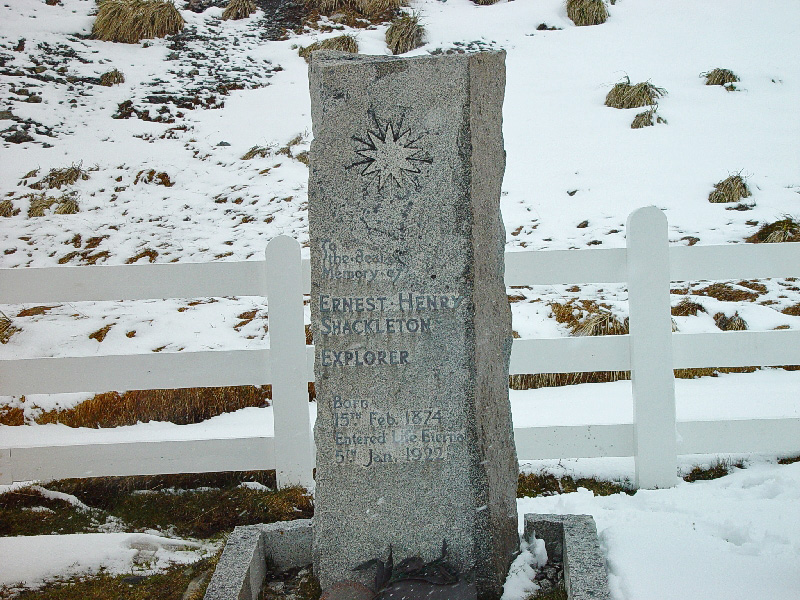
Nagrobek Ernesta Shackletona w Grytviken na Georgii Południowej (2002)

Dzięki wsparciu Johna Quillera Rowetta (1876–1924), we wrześniu 1921 roku wyruszył w swoją trzecią ekspedycję antarktyczną na statku „Quest” . Celem ekspedycji było opłynięcie Antarktydy  i badania Ziemi Enderby . 4 stycznia 1922 roku wyprawa dotarła do Georgii Południowej . Następnego dnia Shackleton doznał rozległego zawału serca i zmarł w wieku niespełna 48 lat . Zgodnie z wolą żony został pochowany na cmentarzu w Grytviken . Nabożeństwo żałobne odbyło się 2 marca 1922 roku w katedrze św. Pawła w Londynie, a uczestniczyli w nim m.in. król Jerzy V z małżonką .

## Publikacje
- 1900 – O.H.M.S. (razem z Williamem McLean’em)[3]
- 1909 – The heart of the Antarctic[1]
- 1919 – South[1]  (Wydanie polskie: Południe. Historia ekspedycji Ernesta Shackletona z lat 1914–1917, Wydawnictwo Anima Ex Machina, 2012, ISBN 978-83-935436-0-1)

## Odznaczenia
Nagrody i odznaczenia podane za listą na stronie Scott Polar Research Institute :
| 1904 – Royal Geographical Society Silver Medal                           | 1909 – Komandor Królewskiego Orderu Wiktoriańskiego (Wielka Brytania)       |  |
| 1906 – Royal Scottish Geographical Society Silver Medal                  | 1909 – Komandor Orderu Gwiazdy Polarnej (Szwecja)                           |  |
| 1907 – Kawaler Królewskiego Orderu Wiktoriańskiego (Wielka Brytania)     | 1909 – Komandor Orderu Danebroga (Dania)                                    |  |
| 1909 – Srebrny Medal Polarny (Wielka Brytania)                           | 1909 – Komandor Orderu Świętego Olafa (Norwegia)                            |  |
| 1909 – Royal Geographical Society Special Gold Medal (Wielka Brytania)   | 1909 – Oficer Orderu Legii Honorowej (Francja)                              |  |
| 1909 – Royal Scottish Geographical Society Livingstone Gold Medal        | 1910 – Order Korony (Włochy)                                                |  |
| 1909 – złoty medal, Tyneside Geographical Society                        | 1910 – Order Świętej Anny (Rosja)                                           |  |
| 1909 – złoty medal, Société Royale Belge de Géographie                   | 1910 – złoty Hubbard Medal, National Geographical Society of Washington     |  |
| 1909 – złoty medal, Koninklijk Aardrijkskundig Genootschap van Antwerpen | 1910 – Elisha Kent Kane Gold Medal, Geographical Society of Philadelphia    |  |
| 1909 – złoty medal, Royal Yacht Club van België                          | 1910 – Helen Culver Gold Medal, Geographical Society of Chicago             |  |
| 1909 – złoty medal, Det Kongelige Danske Geografiske Selskab             | 1910 – złoty medal, Rosyjskie Towarzystwo Geograficzne                      |  |
| 1909 – złoty medal, Société de Géographie                                | 1910 – złoty medal, Gesellschaft für Erdkunde                               |  |
| 1909 – złoty medal, Svenska Sällskapet för Antropologi och Geografi      | 1911 – Order Korony III klasy (Prusy)                                       |  |
| 1909 – złoty medal, Società Geografica Italiana                          | 1916 – Oficer Orderu Zasługi (Chile)                                        |  |
| 1909 – Cullum Geographical Medal, American Geographical Society          | 1918 – Medal Zwycięstwa z wyróżnieniem (Wielka Brytania)                    |  |
| 1909 – Odznaka Rycerza Kawalera (Wielka Brytania)                        | 1919 – Oficer Orderu Imperium Brytyjskiego, kat. wojskowa (Wielka Brytania) |  |
| Medal Wojenny Brytyjski 1914–1918 (Wielka Brytania)                      |                                                                             |  |

## Upamiętnienie

### Nazwy geograficzne
Na cześć Shackletona nazwano:
- na obszarze Antarktydy: 
  - Mount Shackleton[17] 
  - Wybrzeże Shackletona (ang. Shackleton Coast) – część wybrzeża Antarktydy Wschodniej, po zachodniej stronie Lodowca Szelfowego Rossa[18] 
  - Lodowiec Shackletona (ang. Shackleton Glacier) – lodowiec w Górach Transantarktycznych w Antarktydzie Wschodniej[19] 
  - Góry Shackletona (ang. Shackleton Range) – pasmo górskie w Górach Transantarktycznych w Antarktydzie Wschodniej[20] 
  - Lodowiec Szelfowy Shackletona (ang. Shackleton Ice Shelf) – lodowiec szelfowy w Antarktydzie Wschodniej, przylegający do Ziemi Wilkesa, między Wybrzeżem Królowej Marii na zachodzie i Wybrzeżem Knoxa na wschodzie[21] 
  - Shackleton Icefalls – wodospad lodowy na Lodowcu Beardmore’a[22] 
  - Shackleton Inlet – wysepka między Cape Wilson a Cape Lyttelton na Morzu Rossa[23]
- Mount Shackleton – szczyt w Canadian Rockies[3]
- Shackleton Bjerg – szczyt na Grenlandii[3]
- krater księżycowy Shackleton[24]
- planetoidę (289586) Shackleton[25]

### Pomniki
- W 1932 roku odsłonięto przed siedzibą Królewskiego Towarzystwa Geograficznego pomnik Shackletona autorstwa Charles’a Sargeanta Jaggera (1885–1934)[26]
- W 2024 roku w Opactwie Westminsterskim odsłonięto tablicę pomiątkową projektu Willa Davies’a[27]

### Wyprawy
- W 1994 roku Trevor Potts powtórzył rejs Shackletona w replice szalupy ratunkowej „James Caird” z Elephant Island do Georgii Południowej[28]
- W 2013 roku na prośbę rodziny Shackletona rejs w replice szalupy ratunkowej i przeprawę przez góry Georgii powtórzył Tim Jarvis[29]
- W 2014 roku, w 100. rocznicę wyprawy Shackletona, polski jacht „Polonus” miał przepłynąć z Londynu do Georgii Południowej, jednak 23 grudnia 2014 roku jacht wpadł na mieliznę u brzegów Wyspy Króla Jerzego, a po ściągnięciu go z mielizny okazało się, że uszkodzenia uniemożliwiają kontynuowanie wyprawy i rejs musiał został przerwany[30] .

### Książki
- 1959 – Alfred Lansing, Endurance: Shackleton’s Incredible Voyage (w Polsce jako: Antarktyczna podróż sir Ernesta Shackletona, wydawnictwo Mayfly, 2010, ISBN 978-83-929483-3-9)
- 1982 – Alina i Czesław Centkiewiczowie, Na białym szlaku – opowiadanie „Rycerz wielkiej przygody”[31]
- 1998 – Caroline Alexander, The Endurance: Shackleton’s Legendary Antarctic Expedition, (w Polsce: Niezłomny. Legendarna wyprawa Shackeltona i statku Endurance na Antarktydę, Wydawnictwo Poznańskie, 2021, ISBN 978-83-66657-80-9)
- 2001 – Lennard Bickel, Shackleton’s Forgotten Men: The Untold Tragedy of the Endurance Epic
- 2001 – Margaret Morrell, Stephanie Capparell, Shackleton’s Way: Leadership Lessons from the Great Antarctic Explorer (z przedmową Alexandry Shackleton)
- 2008 – Beau Riffenburgh, Shackleton’s Forgotten Expedition

### Filmy
- 1983 – Shackleton – czteroodcinkowy serial telewizyjny; w roli Ernesta Shackletona David Schofield[32] [33]
- 2000 – The Endurance: Shackleton's Legendary Antarctic Expedition – film dokumentalny przedstawiający przebieg wyprawy transantarktycznej z lat 1914–1916, w roli narratora Liam Neeson[34]
- 2002 – Shackleton – film fabularny przedstawiający przebieg wyprawy transantarktycznej z lat 1914–1916; w roli Ernesta Shackletona Kenneth Branagh[35]
- 2013 – Shackleton: Death or Glory[36]
- 2023 – Shackleton: The Greatest Story of Survival[37]

### Inne formy
- Nazwiskiem Shackletona nazwano jeden z samolotów marynarki – Avro Shackleton[38]
- W 2011 roku – z okazji urodzin Shackletona – wyszukiwarka Google uhonorowała odkrywcę okolicznościowym Google Doodle[39]
- W 2011 roku firma Whyte and Mackay odtworzyła whisky znalezioną na Antarktydzie w jednym ze składów Shackletona w 2007 roku[40] i sprzedaje ją jako Shackleton Whiskey; ze sprzedaży każdej butelki przekazywana jest darowizna na rzecz nowozelandzkiej organizacji Antarctic Heritage Trust[41]